# Ẩm thực Hải Phòng
Ẩm thực Hải Phòng là một trong những phong cách chế biến ẩm thực địa phương của Việt Nam và cụ thể hơn là của vùng đồng bằng Bắc Bộ, với nền tảng nguyên liệu là nguồn thủy hải sản vô cùng phong phú của vùng biển Hải Phòng và khu vực Vịnh Bắc Bộ xung quanh cũng như một số nguyên liệu đặc sản của địa phương như nước mắm Cát Hải, bánh đa (bánh đa đỏ kiểu Hải Phòng rất phù hợp khi chế biến với các nguyên liệu thủy hải sản dù thuộc vùng nước mặn hay nước lợ như tôm, cua chẳng hạn), tương ớt (người Hải Phòng thường gọi là chí chương),... được dùng trong chế biến nhiều món ăn đặc trưng của Hải Phòng.
Ẩm thực Hải Phòng được nhiều người sành ăn đánh giá là một trong số ít những phong cách chế biến - thưởng thức ẩm thực địa phương đặc sắc (độc đáo, đậm bản sắc vùng miền), đa dạng (phong phú) và tinh tế (thu hút các giác quan khác nhau của thực khách) bậc nhất của Việt Nam. Người Hải Phòng cũng có tiếng là những người sành ẩm thực và kén mùi vị trong ăn uống. Có thể nêu ra một vài ví dụ nổi bật như món nem cua bể, bánh đa cua, bún tôm, bánh bèo, bánh mì cay, pa tê gan, cháo khoái. Dù những nguyên liệu dùng để chế biến các món ăn này ngày nay đều tương đối dễ mua, phổ biến ở nhiều địa phương của Việt Nam. Tuy nhiên, do cách chọn lựa nguyên liệu, kết hợp, chế biến đặc trưng của người Hải Phòng mà chúng trở thành những món ăn không chỉ lôi cuốn về vị giác, khứu giác mà còn cả về thị giác.
Dù là một thành phố trực thuộc trung ương nhưng việc thiếu chiến lược truyền thông quảng bá văn hóa du lịch như những thành phố ngang tầm là Hà Nội và TP. Hồ Chí Minh trong một thời gian dài có thể thuộc số những lý do chủ yếu khiến ẩm thực nói riêng (và văn hóa địa phương nói chung) của Hải Phòng chưa tạo ra tiếng vang đủ lớn ở tầm quốc gia và xa hơn là tầm quốc tế. Lấy một ví dụ, một trong những món ăn đặc trưng của Hải Phòng là nem cua bể được đưa vào thực đơn ưa thích ở nhiều quán ăn có đề biển bún chả nướng kiểu Hà Nội, trong khi không đề tên gọi xuất xứ địa lý cụ thể (chẳng hạn như nem cua bể hay nem hải sản kiểu Hải Phòng) nên đã khiến cho nhiều thực khách đặc biệt ở các tỉnh thành miền Nam và cả người nước ngoài dễ lầm tưởng nó là một món ăn bắt nguồn từ Hà Nội.
Tuy nhiên, năm 2020-2021, Hải Phòng nổi lên là một điểm du lịch ẩm thực hấp dẫn đối với du khách nhờ các video ngắn trên nền tảng TikTok. Nắm lấy cơ hội, Sở Du lịch Thành phố đã có những chiến dịch quảng bá bài bản, nhằm đưa food-tour thành một nét đặc trưng của du lịch thành phố

## Đặc trưng (tổng quan)

### Nhân tố hình thành
Dù không ít phương tiện truyền thông đại chúng vẫn gọi Hải Phòng là đô thị biển hay thành phố biển. Nhưng xét về mặt địa lý, Hải Phòng như một đô thị cảng ven biển giống nhiều với TP. Hồ Chí Minh hơn là Hạ Long, Đà Nẵng hay Nha Trang. Do ảnh hưởng của lượng lớn phù sa ở vùng cửa sông Hải Phòng nên nước biển khu du lịch Đồ Sơn thường luôn bị đục ngầu. Là một vùng đô thị cảng ven biển không thực sự rộng lớn và trù phú (giàu trữ lượng và đa dạng về các nguồn tài nguyên tự nhiên quý hiếm) như một số tỉnh thành khác tại Việt Nam nhưng Hải Phòng có cả yếu tố đồng quê (với những sản vật của ruộng đồng), yếu tố sông rạch (với những sản vật của vùng nước lợ do có năm cửa sông đổ ra biển) rồi yếu tố biển cả/đại dương (với những sản vật đánh bắt từ ngoài khơi xa) nên ẩm thực của Đất Cảng có sự kết hợp hài hòa, phong phú của ẩm thực nội địa (mà một ví dụ điển hình là ẩm thực của Hà Nội) và ẩm thực duyên hải (đặc biệt như nhiều tỉnh thành Nam Trung Bộ). Do đó trong các tỉnh thành phía Bắc, người Hải Phòng có tiếng là sành ăn và kén mùi vị. Một điều đặc biệt nữa là không ít nam giới ở Hải Phòng dù không phải là những người chuyên nghề ẩm thực hay nấu nướng nhưng sành về ẩm vị và có thể chế biến một vài món ăn đặc biệt ngon và độc đáo hơn hẳn phần lớn phụ nữ trong gia đình hoặc họ tộc. Nhạc sĩ, thi sĩ, họa sĩ Văn Cao (một người đã sinh ra và có quãng thời gian gần trọn 20 năm đầu đời sống tại Hải Phòng) có thể được xem là một ví dụ trong số này. Người con trai cả của Văn Cao là Văn Thao trong một bài viết cho Báo Công an Nhân dân (2012) đã không giấu nổi sự khâm phục về "khiếu ẩm thực" của cha mình. Ngoài ra có thể kể thêm một trường hợp nổi bật nữa là nhạc sĩ Đoàn Chuẩn, một người cũng có tiếng sành ăn qua lời kể của con trai ông là Đoàn Đính.
Hải Phòng là một trong không nhiều địa phương ở Việt Nam có một văn hóa ẩm thực đường phố thực sự đa dạng và đặc sắc. Cũng như không ít địa phương khác của Việt Nam, ẩm thực Hải Phòng có sự tiếp thu đáng kể ảnh hưởng từ ẩm thực của Trung Quốc (đặc biệt là của vùng Hoa Nam) và Pháp. Những năm cuối thế kỷ 19 - nửa đầu thế kỷ 20, người Pháp và người Hoa là hai cộng đồng người nước ngoài lớn nhất và có ảnh hưởng về nhiều mặt tại Hải Phòng.
Ẩm thực Hải Phòng ngoài những món ăn mang phong cách chế biến truyền thống Việt Nam còn chịu ảnh hưởng đáng kể từ ẩm thực ngoại lai mà điển hình là từ phía Nam Trung Quốc và một phần nhỏ hơn là từ ẩm thực Pháp (chẳng hạn như pa-tê gan lợn và bánh mì que kết hợp cùng nhau trong món bánh mì cay kiểu Hải Phòng). Đặc biệt là pa-tê gan lợn/heo chế biến theo phong cách ẩm thực Hải Phòng được nhiều người ở các tỉnh thành khác biết tới và đánh giá cao về chất lượng. Pa-tê gan lợn theo phong cách chế biến ẩm thực Hải Phòng là một món ăn tương đối quen thuộc đối với người dân đất Cảng, nhất là đối với vùng nội thành. Món ăn này có thể có nguồn gốc từ thời Pháp thuộc do người Pháp du nhập vào Việt Nam, có quá trình Việt hóa cho tới nay cũng hơn một thế kỷ và cũng có không ít khác biệt so với công thức chế biến nguyên bản của người phương Tây. Người Hải Phòng sử dụng pa-tê gan lợn tương đối đa dạng: ăn cùng với các loại bánh mỳ khác nhau (đặc biệt là được kẹp vào bánh mì que trong món bánh mì cay kiểu Hải Phòng), hay ăn cùng với món xôi thịt kiểu Hải Phòng, hay kẹp thêm vào nhân của món bánh bao nhân thịt kiểu Hải Phòng, hoặc ăn cùng với các món khác trong bữa cơm hàng ngày. Sản phẩm pa-tê gan lợn đóng hộp của Công ty Cổ phần Đồ hộp Hạ Long (được thành lập vào năm 1957 tại Hải Phòng) cũng được ưa chuộng ở nhiều tỉnh thành khác nhau tại Việt Nam.
Trong các tỉnh thành tại Việt Nam thì ẩm thực Hải Phòng tiếp nhận ảnh hưởng đáng kể từ ẩm thực của Hải Dương, Thái Bình và Nam Định. Cho tới cuối những năm 1990 và đầu những năm 2000 thì hầu hết những quán phở bò kiểu xe thùng di động bán quanh những hè phố hay những gánh tào pha bán rong tại Hải Phòng đều là của những người nhập cư gốc Nam Định, nhiều gia đình trong đó đã có tới vài thế hệ sinh trưởng ở đất cảng.

### Thành phần nguyên liệu
Nói chung trong cách chế biến của nhiều món ăn đặc trưng Hải Phòng không đòi hỏi quá nhiều về thời gian chế biến nhưng đặc biệt chú ý ở khâu lựa chọn nguyên liệu và kết hợp chúng sao cho hài hòa về tổng thể. Mặc dù tương đối phong phú về hải sản, nhưng tôm, cua, cá là các loại hải sản người Hải Phòng dường như thích sử dụng nhất, đặc biệt trong các món ăn nước có dùng bánh tráng (từ gạo) hoặc sợi mì. Dù các loài thủy hải sản là nguồn nguyên liệu chủ đạo trong ẩm thực của vùng đất cảng nhưng phần lớn người Hải Phòng có xu hướng khử tối đa ở mức độ có thể mùi vị tanh/tươi của chúng trong quá trình sơ chế và nấu nướng. Trong khi ở chiều ngược lại thì người miền Nam (có thể bao gồm cả Nam Trung bộ) có xu hướng giữ lại gần như nguyên vẹn độ tươi/tanh của các nguyên liệu thủy hải sản này trong quá trình chế biến. Trong khi thành phần hải sản trong một số món ăn Nam bộ như hủ tiếu/hủ tíu thường thích dùng cá, tôm, mực tươi không qua sơ chế cầu kỳ thì người Hải Phòng thường bóc lột vỏ, tẩm ướp và hấp/chiên/xào qua nên về tổng thể các món ăn có nước dùng của Hải Phòng thường ít ngọt hơn, ít "tươi" hơn đôi chút so với các món ăn nhiều nước như vùng Nam Bộ (bao gồm cả Đông Nam bộ và Tây Nam bộ).
Người Hải Phòng gần như không sử dụng thịt mực tươi (trừ chả mực đã băm nhuyễn) trong các món nhiều nước với sợi bánh như người miền Nam. Người Hải Phòng về truyền thống cũng gần như không bao giờ sử dụng tiết cùng hầu hết các bộ phận nội tạng gia súc (ngoại trừ dùng cật lợn tươi đã trần chín qua trong nước dùng như ở món ăn sáng với bánh đa sợi trắng hay mì ăn liền, hoặc dùng tiết và bộ lòng ngan/vịt trong món bún nước măng ngan/vịt) và đậu phụ/đậu hũ (ngoại trừ dùng trong các món lẩu hoặc món bún chuối ốc) trong những món ăn có nước dùng và sợi bánh (chẳng hạn như món canh bánh đa cua, canh bánh đa đỏ tôm sườn và món canh bún tôm kiểu Hải Phòng) như thường thấy phổ biến ở miền Nam.
Cũng như trong các món đồ ăn có bánh tráng gạo thì người Hải Phòng rất thường sử dụng các phụ liệu như mộc nhĩ, nấm hương, rau cần, rau rút, rau thì là, chả lá lốt (từ thịt lợn nạc vai băm nhuyễn được bọc bên ngoài bởi lá lốt rồi đem chiên/rán cho đủ độ chín giòn) khi chế biến cùng các loại hải sản (kể cả chả cá hay chả mực) nhưng người miền Nam hầu như không hoặc hiếm khi sử dụng chúng khi chế biến cùng với các loại thủy hải sản phổ biến (như tôm, cua, cá). Có ý kiến cho rằng trong các món ăn với nước dùng và sợi bánh đặc trưng của đất cảng (nổi bật như món canh bánh đa cua, canh bánh đa đỏ tôm sườn và món canh bún tôm móng giò) để có thể cảm nhận tối đa phong vị ẩm thực địa phương thì thực khách nên cho thêm vào một ít tương ớt gia truyền kiểu Hải Phòng dù chỉ vừa đủ tạo cảm giác hơi cay nơi đầu lưỡi. Đối với những thực khách có thói quen hay ăn kèm rau sống cũng như giá đỗ thì nên tránh nhúng trực tiếp vào bát chứa nước dùng và sợi bánh đang còn nóng (như thường thấy ở nhiều địa phương khác). Đây chính là một điểm khác biệt cơ bản trong cách thưởng thức món bánh đa cua đúng kiểu Hải Phòng (cũng như món bún tôm đặc trưng của đất cảng) so với món bún riêu cua hay bún riêu cá mà khi ăn thực khách hay nhúng cả rau sống cùng giá đỗ vào bát lớn. Thực tế thì phần nhiều người gốc Hải Phòng khi ăn món bánh đa cua hay bún tôm đúng kiểu địa phương sẽ thích ăn cùng rau cần, rau rút, rau cải hoặc rau muống (tùy theo mùa) đã trần chín qua trong nồi nước đang sôi nóng hơn là ăn kèm rau sống hay giá đỗ.

### Phong vị địa phương
Nói chung khẩu vị truyền thống của phần nhiều người Hải Phòng vẫn nghiêng về tính mặn rõ hơn tính ngọt và có thể xem đó là một đặc điểm nổi bật chung của khẩu vị các tỉnh thành phía Bắc so với phía Nam. Tuy nhiên, do khá cân bằng về vị mặn ngọt, không ngọt nhiều như vùng Nam bộ (bao gồm cả Sài Gòn) nhưng không quá mặn so với một số vùng miền khác (chẳng hạn người xứ Quảng Nam - Đà Nẵng ở khu vực duyên hải miền Trung về truyền thống có tiếng thích ăn mặn) nên nhiều món ăn Hải Phòng không kén người ăn khi được du nhập đến nhiều vùng miền khác nhau.
Một số lượng không nhỏ người Hải Phòng (đặc biệt là nam giới) có xu hướng thích ăn cay mạnh. Và nhiều món ăn đặc trưng của Hải Phòng như bún tôm móng giò, bún cá cay, cháo cay, bánh mì cay, canh bánh đa đỏ (trong đó bao gồm canh bánh đa cua và canh bánh đa tôm), ốc xào cay hấp dẫn thực khách là bởi có thêm vị cay nồng (cay mạnh) của loại ớt tươi nhỏ thái lát, loại bột ớt đỏ phơi khô tán mịn và loại tương ớt đặc trưng địa phương được cung cấp bởi các cơ sở sản xuất gia truyền trong thành phố. Loại tương ớt kiểu Hải Phòng này nói chung có vị cay mạnh hơn và mùi đậm hơn phần lớn các loại tương ớt đóng chai công nghiệp trên thị trường do các công ty thực phẩm chế biến sẵn và nó cũng thích hợp hơn các loại tương ớt công nghiệp khi ăn với nhiều món đặc trưng của Hải Phòng.
So với vị cay, vị chua có thể chưa đạt tới mức độ nổi bật ngang bằng trong ẩm thực của Hải Phòng nói chung nhưng nó đặc biệt có vai trò tăng thêm sức hấp dẫn trong một số món ăn địa phương. Ví dụ như vị chua có mặt trong hầu hết các món ăn với nước dùng và sợi bánh đặc trưng của Hải Phòng như canh bánh đa cua, canh bánh đa đỏ tôm sườn, canh bún tôm móng giò và bún cá cay. Vị chua nhẹ của quả quất tươi cũng là một yếu tố hấp dẫn thực khách trong các món ăn với loại nước chấm đặc trưng của Hải Phòng dùng trong món bánh cuốn hay bánh bèo chẳng hạn. Tuy nhiên như đã nói ở trên, người Hải Phòng có thể không ăn đồ chua nhiều như vùng miền Nam chẳng hạn nên khi chế biến các món ăn với nước dùng đặc trưng của địa phương thì họ có thể dùng rất hạn chế hoặc không cần dùng cà chua trong một số món như canh bánh đa cua, canh bánh đa đỏ tôm sườn, canh bún tôm móng giò. Trong chế biến các món canh riêu (canh riêu cá, canh riêu cua, canh riêu hến, canh riêu trai, bún cá cay chẳng hạn) thì lượng cà chua có thể được dùng nhiều hơn hẳn khi chế biến các món khác. Khi cần bổ sung vị chua cho một số món ăn đặc trưng, nhiều người Hải Phòng có thể hạn chế dùng hoặc không cần dùng cà chua nhưng thay bằng một vài loại quả khác nhau như quả chay, sấu, me, khế, chanh, quất.
Hải Phòng là một trong số ít (nếu đánh giá nghiêm túc thì số lượng có thể không nhiều hơn số ngón tay trên một bàn tay) địa phương tại Việt Nam vẫn duy trì được danh tiếng làm nước mắm truyền thống ở tầm quốc gia sau hơn một thế kỷ. Nước mắm Cát Hải mà đại diện hàng đầu là hãng nước mắm Vạn Vân của gia tộc họ Đoàn nổi danh từ thời Pháp thuộc có thể xem là thương hiệu nước mắm lớn nhất trên toàn Đông Dương trong những thập kỷ 1920 đến thập kỷ 1940. Một điều đặc biệt trong cách sử dụng nước mắm của nhiều người Hải Phòng là thường đun nóng cùng với nước ninh hầm xương ống và đuôi lợn để pha chế nước chấm cho một số món như bánh cuốn hoặc bánh bèo kiểu Hải Phòng chẳng hạn, trong khi đó ở nhiều tỉnh thành thường không dùng nước ninh xương chế cùng mà chỉ cần pha nguội nước mắm cốt cho loãng bớt rồi cho thêm một số thành phần quen thuộc vào như giấm, tỏi, ớt, đường...
Khác với ẩm thực miền Trung và Nam, nhiều loại nước chấm (hay nước dưới) dùng trong một số món ăn đặc trưng của Hải Phòng có thể xem là một loại nước "canh mặn" ăn kèm, giống như ở nhiều địa phương có thói quen để bên cạnh bát/dĩa cơm một bát canh nhỏ dùng riêng trong bữa ăn hàng ngày vậy. Sở dĩ gọi là nước "canh mặn" vì phần lớn các loại nước chấm hay nước dưới kiểu Hải Phòng (như dùng trong các món bánh bèo, bánh cuốn, bún chả nướng, nem cua bể, xôi thịt đặc trưng địa phương) thì thực khách hoàn toàn có thể vừa chấm, vừa dưới lên món ăn chính nhưng cũng có thể vừa "húp canh" trong chiếc bát nhỏ vậy. Đây là điều khác biệt dễ nhận thấy khi so sánh với cách ăn uống của người miền Nam, khi ăn thường dưới cả bát nước chấm vào dĩa lớn rồi trộn đều lên trước khi ăn. Một lý do chính ở đây là bởi các loại nước chấm đặc trưng kiểu Hải Phòng thường rất ít mùi vị mặn mòi của nước mắm cốt (mặc dù địa phương có danh tiếng toàn quốc với nghề làm nước mắm truyền thống Cát Hải trên cả trăm năm) mà nhiều vị ngọt của nước xương và thịt ninh hầm hơn cả, nên thường dễ để "húp canh" hơn nhiều loại nước chấm pha nguội đậm vị tỏi ớt kiểu miền Trung và Nam (chẳng hạn như loại nước dưới đặc trưng dùng trong món cơm tấm kiểu Sài Gòn).
Hải Phòng cũng có một truyền thống chế biến hải sản khô (như cá thu, cá ruội chẳng hạn) và chế biến thực phẩm đóng hộp (như pa-tê gan lợn, thịt lợn hấp, cá ngừ đại dương ngâm dầu đóng hộp chẳng hạn). Công ty Cổ phần Đồ hộp Hạ Long được thành lập vào năm 1957 tại Hải Phòng là một doanh nghiệp có danh tiếng lâu năm về sản xuất thực phẩm đóng hộp ở Việt Nam.
Món bánh đa cua (theo truyền thống địa phương luôn sử dụng cua đồng và bánh đa đỏ) và nem cua bể (theo phong cách địa phương hay được gói kiểu hình vuông giống như chiếc bánh chưng ngày Tết) được nhiều người xem là hai món ăn có tính đại diện rõ nhất cho phong cách chế biến ẩm thực của Hải Phòng. Lý do có thể bởi những ai từng thưởng thức hai món này khi được những người sành về ẩm thực Hải Phòng chế biến thì họ không chỉ bị chinh phục về vị giác ở cái ẩm vị đặc biệt của một bát bánh đa cua hay một đĩa nem cua bể đúng phong cách Đất Cảng mà còn bị lôi cuốn ở khía cạnh thị giác bởi tính thẩm mỹ của chúng. Bởi vì, một bát bánh đa cua được chế biến kết hợp cả yếu tố truyền thống lẫn hiện đại đúng phong cách Hải Phòng thực sự là một bức tranh tổng hòa đa hình dạng, đa sắc màu rất bắt mắt, phong phú của các nguyên liệu, một điều mà ngay cả món phở nổi tiếng cũng khó có được. Trong khi đó, những chiếc nem hải sản (theo truyền thống kiểu Hải Phòng thì thành phần hải sản trong nem chỉ bao gồm cua bể và tôm tươi bóc vỏ, không cần thêm mực tươi hay tôm khô như phong cách biến tấu miền Nam) được gói vuông vắn giống như những chiếc bánh chưng truyền thống thu nhỏ để vừa trong lòng bàn tay người lớn rồi đem rán/chiên trong dầu sôi cho chín tới vàng ươm phồng căng các mặt, sau đó xếp ngay ngắn lên chiếc đĩa lớn hình tròn bên cạnh một bát nước chấm nhỏ hơn đôi chút cũng hình tròn sẽ là một gợi ý tinh tế cho thực khách về quan niệm "trời tròn đất vuông" cổ xưa của người Việt, vốn có liên quan đến sự tích về bánh chưng và bánh giầy. Cả hai món ăn này đều có sự kết hợp hài hòa giữa tính truyền thống và hiện đại, tính dân dã hòa trộn với nét tinh tế thanh lịch (như vừa có thể thưởng thức 2 món này trong một quán ăn bình dân bên hè phố nào đó ở Hải Phòng hoặc Hà Nội nhưng cũng hoàn toàn thích hợp khi thưởng thức chúng trong một nhà hàng ẩm thực được đầu tư tương đối quy mô như nhà hàng An Biên Eatery tại Hà Nội hay nhà hàng Quán Dì Lý ở ngay trung tâm Quận 1, TP. HCM chẳng hạn), có sự kết hợp hài hòa giữa các nguyên liệu của vùng đồng ruộng nước ngọt (như bột gạo dùng làm bánh đa đỏ hay bánh tráng nem, cua đồng, thịt lợn, rau, hành), của vùng cửa sông nước lợ (như tôm sú hoặc tôm rảo tươi) và của vùng biển cả nước mặn (như cua bể/cua biển, bề bề, cá thu dùng làm chả).

### Du nhập ra ngoài
Dù là một thành phố trực thuộc trung ương và có một văn hóa ẩm thực tương đối đặc sắc, đa dạng so với mặt bằng chung giữa các tỉnh thành Việt Nam nhưng do hoạt động truyền thông, quảng bá du lịch - văn hóa chưa xứng tầm trong suốt một khoảng thời gian dài nên ẩm thực Hải Phòng vẫn chưa thực sự tạo ra dấu ấn mạnh đến nhiều tỉnh thành khác trong cả nước, đặc biệt là các tỉnh thành ở miền Trung và miền Nam và xa hơn nữa là tạo ra sức hút mạnh đối với khách du lịch và truyền thông nước ngoài như hiệu quả đã cho thấy ở một số tỉnh thành như Hà Nội, Huế, Đà Nẵng, Hội An, TP. Hồ Chí Minh chẳng hạn. Ở mặt khác, gần giống như Huế, Hải Phòng trong nhiều năm qua chưa bị tác động quá mạnh bởi quá trình nhập cư ngoại tỉnh như một số thành phố chẳng hạn Hà Nội, Đà Nẵng, TP. Hồ Chí Minh nên nhiều đặc tính ẩm thực địa phương vẫn còn được lưu truyền thực sự rõ rệt và ít bị pha trộn (biến tấu) với những yếu tố ẩm thực từ ngoại tỉnh trong một thời gian tương đối dài.

## Lịch sử (sơ lược)
Xuất xứ của nhiều món ăn đặc trưng trong ẩm thực Hải Phòng không có một gốc tích lịch sử rõ ràng hay giai thoại đặc sắc về nguồn gốc so với một số món ăn như phở, cơm cháy Ninh Bình, nem thính Nam Định...
Một số món ăn có xuất xứ từ Hải Phòng như bánh đa cua, nem cua bể, lẩu cua đồng, ốc xào, bánh mỳ cay (còn được gọi là bánh mỳ que) đã được du nhập đến những địa phương khác như Hà Nội, Thành phố Hồ Chí Minh và phổ biến tại những nơi này đến mức đôi khi người ta không cần phải dùng tên gọi địa phương xuất xứ (Hải Phòng) để ghép sau tên gọi món ăn, chủ quán có thể không cần gắn tên địa phương (Hải Phòng) trên biển hiệu thì những người sành ăn (đặc biệt là người gốc Hải Phòng) vẫn có thể nhận ra xuất xứ qua nguyên liệu chế biến, hương vị, hình thức bài trí món ăn cũng như một số thứ ăn kèm. Nhiều nhà hàng, quán ăn tại Hà Nội hay Sài Gòn có thể chỉ đề biển kiểu như Bánh đa cua An Biên hay Nem vuông cua bể thì nhiều người sành ăn vẫn có thể hiểu rằng đó là món ăn có xuất xứ từ Hải Phòng hoặc chủ quán là người gốc Hải Phòng. Một số món ăn không thể thưởng thức ở những nơi khác mà chỉ có tại Hải Phòng hoặc đã được biến đổi về thành phần nguyên liệu cũng như mùi vị khi du nhập đến các địa phương khác.
Những năm cuối thế kỷ 19 - nửa đầu thế kỷ 20, người Pháp và Người Hoa là hai cộng đồng người nước ngoài lớn nhất và có ảnh hưởng về nhiều mặt tại Hải Phòng. Ẩm thực Hải Phòng ngoài những món ăn mang phong cách chế biến truyền thống Việt Nam (trong đó có phở, bánh cuốn...), còn chịu ảnh hưởng đáng kể từ ẩm thực ngoại lai (nước ngoài) mà điển hình là ẩm thực Trung Quốc và một phần nhỏ từ ẩm thực Pháp. Đây cũng là hai trong số những nền văn hóa ẩm thực nổi tiếng nhất trên thế giới.
Ẩm thực đặc trưng Hải Phòng nhìn chung là ở mức độ trung tính, nghĩa là không quá cay, không quá mặn hay ngọt nên dù là ẩm thực của người miền Bắc nhưng cũng dễ thưởng thức đối với người miền Trung và miền Nam. Ẩm thực Hải Phòng cũng không quá thiên về sự cầu kỳ trong nguyên liệu, gia vị hay công đoạn chế biến (điển hình là ẩm thực Huế vốn chịu ảnh hưởng lớn từ ẩm thực cung đình), cũng không nặng về pha tạp mùi vị mà chủ yếu khai thác hương vị tươi ngon sẵn có của nguồn nguyên liệu thực phẩm dùng để chế biến (đặc biệt là nguồn nguyên liệu thủy hải sản).
Nguyên liệu đặc trưng và phổ biến trong cách thức chế biến ẩm thực Hải Phòng là nguồn thủy hải sản tương đối phong phú của vùng biển Hải Phòng (Đồ Sơn, Cát Hải, Bạch Long Vĩ) cũng như quanh khu vực Vịnh Bắc Bộ. Ngoài nguồn thủy hải sản được đánh bắt trong tự nhiên thì cũng có một nguồn lớn nguyên liệu loại này được nuôi trồng trong các ao đầm, lồng bè nhân tạo. Những loại thủy hải sản được dùng chủ yếu là tôm, cua (cả cua đồng và cua bể), cá, sam biển...
Nhiều món ăn từ hải sản sẽ có vị ngon hơn nhờ loại nước chấm ăn kèm. Ở Hải Phòng, không ít gia đình có truyền thống nhiều đời chế biến nước mắm, giấm và tương ớt (còn được gọi là chíu trương). Nước mắm được sản xuất theo cách thức truyền thống của người Kinh trong khi dấm và tương ớt thường được làm theo công thức gia truyền của những người gốc Hoa tại Hải Phòng. Đây là ba thành phần quan trọng trong nhiều món ăn đặc trưng của Hải Phòng.
Nước mắm Cát Hải (vốn có nguồn gốc là nước mắm Vạn Vân nổi tiếng từ thời Pháp thuộc) dù không phổ biến trên khắp Việt Nam như nước mắm Phú Quốc nhưng có hương vị riêng biệt từ cách làm mắm và loại cá đặc trưng của vùng biển Hải Phòng. Loại nước mắm này thường thích hợp để chế biến một số món đặc trưng hương vị Hải Phòng trong đó có món cơm chiên thập cẩm hay dùng để pha chế nước chấm nem cua bể.
Một loại nguyên liệu đặc trưng khác là bánh đa. Tại Hải Phòng, bánh đa Dư Hàng Kênh đã trở thành một thương hiệu bánh đa nổi tiếng với các sản phẩm như bánh đa đỏ (dùng chế biến bánh đa cua), bánh đa nem (dùng chế biến nem cua bể) có một số điểm khác biệt so với loại bánh đa chế biến tại các địa phương khác và chính sự khác biệt này đã tạo nên tính độc đáo cho những món ăn như bánh đa cua hay nem cua bể của Hải Phòng.
Ngoài ra, Hải Phòng cũng là một trong những địa phương có truyền thống về công nghiệp chế biến thực phẩm đóng hộp tại Việt Nam. Nổi tiếng hơn cả là Công ty Đồ hộp Hạ Long, ngoài trụ sở chính tại Hải Phòng còn một số nhà máy chế biến tại các tỉnh thành khác.

## Một số món ăn đại diện

### Bánh đa cua
Bánh đa cua đúng kiểu của Hải Phòng thì các yếu tố đặc trưng là màu sắc phong phú những nguyên liệu tạo nên món ăn (màu đỏ sẫm của sợi bánh đa, màu nâu hồng của gạch cua, màu đỏ tươi của cà chua, màu xanh của rau rút hoặc rau muống, màu xanh đậm của chả lá lốt, màu vàng của chả viên và hành phi), sợi bánh đa đỏ có độ dai nhưng mềm (sợi bánh không bị nhũn hay nát) và loại tương ớt ăn kèm mà người Hải Phòng quen gọi là "chí chương" cũng thường được chế biến theo cách thức gia truyền thay vì dùng loại tương ớt chế biến sẵn. Có thể ăn buổi sáng hay buổi tối, mùa hè hay mùa đông cũng đều cảm thấy vị ngon. Nhiều người đã so sánh mức độ phổ biến và được ưa thích của bánh đa cua đối với người Hải Phòng cũng như món phở với người Hà Nội, món bún bò với người Huế và món hủ tiếu/hủ tíu với người Sài Gòn.

### Nem cua bể

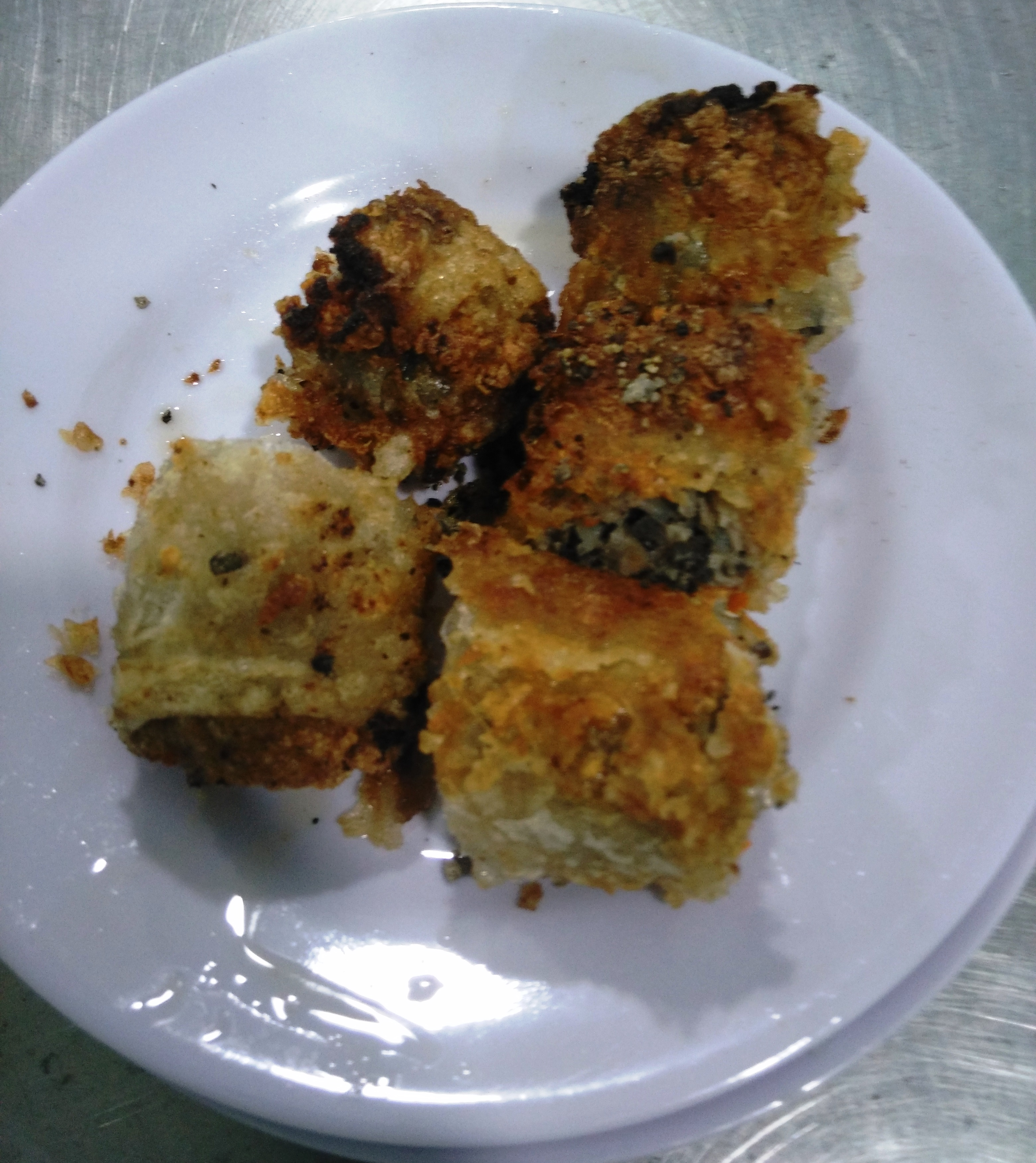
Nem cua bể

Nem cua bể (cũng gọi là chả nem, nem hải sản) theo đúng cách chế biến kiểu Hải Phòng thường được gói theo hình vuông ngoài cách gói nem phổ biến hình thon dài. Nem cua bể thông thường được ăn với bún, mắm dấm và rau sống. Thưởng thức nem cua bể tốt nhất là sau khoảng 5 phút kể từ khi vớt nem khỏi chảo dầu sôi và để cho ráo mỡ. Cơ bản về nguyên liệu chế biến không có nhiều khác biệt so với chả nem chế biến tại nhiều địa phương của miền Bắc như thịt lợn, tôm, nấm hương, mộc nhĩ, giá đỗ...
Khác biệt ở đây chính là sự có mặt của nguyên liệu cua bể (một nguồn hải sản tương đối dồi dào của vùng biển Hải Phòng), loại bánh đa nem sản xuất theo phương pháp truyền thống của địa phương (cũng như loại bánh đa đỏ dùng trong chế biến bánh đa cua) và cách thức gói nem (gói theo hình vuông, cách thức nhào trộn và thứ tự sắp xếp các thành phần nguyên liệu khi gói nem). Yêu cầu cơ bản ở đây là nem cua bể phải có mùi vị đặc trưng của cua bể sau khi đã chiên rán chín (mùi cua bể không bị hòa lẫn vào mùi vị của các nguyên liệu khác), vỏ nem sau khi rán có màu vàng và độ giòn nhưng không bị cháy cạnh.

### Giá bể xào
Giá bể hay giá biển là một loài nhuyễn thể, có phần thịt ngọt và sống vùi dưới lớp cát trên biển. Nét nổi bật của nó chính là phần chân lòi ra như một cọng giá đỗ. Giá bể Hải Phòng là nguyên liệu để làm nên nhiều món nhưng có lẽ được biết đến nhiều nhất chính là món giá bể xào. Khi nấu thì phần vỏ của chúng vẫn được giữ nguyên nên có thể nói thực khách sẽ được thưởng thức một hương vị trọn vẹn nhất khi ăn giá bể.
Sau khi được làm sạch, chân và thân giá bể sẽ được tách rời rồi đem phi thơm cùng hành, tỏi, bột nghệ, giấm và các loại gia vị. Để tạo độ sệt, thường người Hải Phòng hay cho thêm bột dong hay bột mì/ bột năng pha loãng.

### Bánh mỳ cay
Còn được gọi là bánh mỳ que. Và dù gọi theo cách nào thì cũng nói lên một phần đặc trưng của loại bánh mỳ này. Sở dĩ có tên gọi bánh mỳ que là do hình dạng của chiếc bánh mỳ nhỏ, dài, nằm lọt trong lòng bàn tay và điều quan trọng là độ giòn của bánh mỳ. Còn tên gọi bánh mỳ cay là do vị cay đặc trưng của loại tương ớt ăn kèm cũng giống như loại tương ớt ăn kèm với bánh đa cua. Loại tương ớt này được chế biến theo công thức đặc trưng của địa phương (thường được người Hải Phòng gọi là chí chương) thay vì dùng loại tương ớt đóng lọ chế biến sẵn. Điểm cơ bản tạo nên vị ngon của bánh mỳ cay (hay bánh mỳ que) theo kiểu Hải Phòng chính là ở cách chế biến pa tê gan, bánh mỳ và tương ớt ăn kèm.

### Bánh bèo
Cùng với bánh mì cay Hải Phòng, bánh đa cua Hải Phòng thì bánh bèo cũng là món ăn rất được lòng du khách, xếp vào danh sách những món ăn nhất định phải thử trong chuyến du lịch đến Đất Cảng.
Khác với bánh bèo Huế hay bánh bèo Hà Nội, bánh bèo Hải Phòng có dạng hình vuông được bọc ngoài bằng lá chuối, vỏ mềm dẻo và bên trong là phần nhân đầy ú thịt, ngọt và ngon nhất khi ăn nóng. Bánh sẽ được ăn kèm với nước chấm nóng, một viên thịt đậm đà, một miếng chả quế thơm lừng. Khi ăn thực khách có thể cảm nhận được vỏ bánh mềm, nhân bánh ngọt đậm và giòn giòn của mộc nhĩ kết hợp cùng nước chấm nóng mặn và cay vừa đủ. Có thể nói bánh bèo là món ăn nhẹ buổi chiều không thể thiếu với người dân thành phố.

### Lẩu cua đồng
Một biến thể của món lẩu vốn đã rất quen thuộc với nhiều người sành ẩm thực. Điểm khác biệt của món lẩu cua đồng chế biến theo kiểu Hải Phòng so với nhiều món lẩu thường thấy là một số nguyên liệu đặc trưng dùng trong chế biến như cua đồng, lòng non của lợn (heo), chả cá (chế biến theo kiểu Hải Phòng, thường là từ thịt cá thu) và các nguyên liệu ăn kèm như bánh đa đỏ (loại bánh đa dùng trong món bánh đa cua), rau mùng tơi...

### Trà cúc
Nếu Hà Nội nổi tiếng với món trà đá, TP. Hồ Chí Minh hút khách với trà chanh thì tại Hải Phòng, trà cúc lại là thức uống phổ biến, được ưa chuộng vào bất kỳ thời điểm nào trong ngày. Đúng như tên gọi, món trà này được làm từ thành phần chính là trà, hoa cúc và cam thảo, thêm chút quất (tắc), táo đỏ sấy khô,... tạo hương vị đặc trưng, thơm ngon hơn. Dù không quá cầu kỳ về mặt nguyên liệu nhưng trà cúc đòi hỏi cách chế biến tỉ mỉ, chỉn chu từng công đoạn khác nhau. Một cốc trà cúc đúng điệu phải có đủ 3 vị. Đó là vị đắng hơi ngai ngái của hoa cúc, vị ngọt thơm của cam thảo và vị chát của trà, thêm chút chua dịu của vài lát quất (tắc) thái mỏng.